# Georges Vézina
Joseph-Georges-Gonzague Vézina (Chicoutimi, 21 gennaio 1887 – Chicoutimi, 27 marzo 1926) è stato un hockeista su ghiaccio canadese professionista che giocava nel ruolo di portiere.

## Carriera
Noto per la sua lunga militanza con i Montreal Canadiens, con cui ha vinto due Stanley Cup, è considerato tra i migliori portieri della storia: per ben sette volte risultò il portiere con la minor media di gol subiti in stagione. È stato il primo portiere ad ottenere uno shutout, nella partita del 18 febbraio 1918 vinta per 9-0 con i Toronto Arenas, e il primo a fornire un assist, il 28 dicembre dello stesso anno. Deceduto a causa della tubercolosi nel 1926, a partire dal medesimo anno l'NHL ha intitolato, al suo nome, il trofeo al miglior portiere stagionale. È stato uno dei primi membri della Hockey Hall of Fame, a partire dalla sua istituzione nel 1945.